# Eu Te Quero
"Eu Te Quero" é uma canção do cantor norte-americano Zeeba e da cantora brasileira Manu Gavassi, lançada em 8 de maio de 2020. Foi escrita por Zeeba, Manu e Gee Rocha, que também produziu a faixa. "Eu Te Quero" é uma canção bilíngue compreendendo as línguas portuguesa e inglesa.

## Desempenho comercial
"Eu Te Quero" conquistou a primeira posição das músicas mais baixadas no iTunes do Brasil, estando também em 271º lugar no iTunes da Espanha e em 438º lugar no iTunes do México. A canção também fez sua estreia no top 200 do Spotify Brasil, alcançando a 41° posição.

## Certificações
| Região                                                        | Certificação | Vendas  |
| ------------------------------------------------------------- | ------------ | ------- |
| Brasil (PMB)                                                  | Platina      | 80.000‡ |
| ‡vendas+valores de streaming baseados somente na certificação |              |         |

## Histórico de lançamento
| Região | Data              | Formato                    | Gravadora |
| ------ | ----------------- | -------------------------- | --------- |
| Mundo  | 8 de maio de 2020 | Download digital streaming | BMG       |